# Тврђава Хртар
Тврђава Хртар налази се 13 километара сјеверно од Вишеграда у Републици Српској, БиХ. Смјештена је на обје стране ријеке Дрине при чему је значајнија фортификација на десној обали. Основна намјена Хртара је заштита тамошњег пријелаза преко плићег дијела корита Дрине. На лијевој обали Дрине су остаци тврђаве са најмање двије куле, а која је контролисала и пут према Жепи, низводно низ Дрину. На десној обали Дрине, високо на гребену су остаци бедема и три округле куле. У оквиру бедема се налазе остаци дугуљасте зграде која је највјероватније служила за смјештај посаде. Највећа кула је имала пречник од око 7,7 метара, а дебљину зида око 1 метар. На тој страни налази се неколико мањих пећина а најнижа је кориштена као спремиште и простор за надгледање пријелаза на Дрини. Хртар није археолошки истражен.
Није познато када је тврђава Хртар изграђена. Припадала је властели Павловићи. Тврђава је дио њиховог одбрамбеног комплекса на Дрини. Поред Вишеграда, десет километара сјеверније од Хртара, у близини ушћа Жепе у Дрину, је Вратар, на истоку Добрун, а јужно, на ушћу Лима у Дрину тврђава Бродар.
У Хртару је сједиште нахије која се спомиње од 1469. године до 18. вијека. Ту су Османлије затекле трг (са 81 породицом и 20 непожењених) и скелу.